# 肥洞駅
肥洞駅（ピドンえき）は、慶尚北道奉化郡にある、韓国鉄道公社の駅である。

## 駅構造
- 1面1線の地上駅。

## 歴史
- 2013年4月12日：開業[1]。
- 2022年8月16日：旅客取扱中止。

## 隣の駅
韓国鉄道公社
嶺東線
汾川駅 - 肥洞駅- 両元駅